# Xavier Léon-Dufour
Xavier Léon-Dufour (ur. 3 marca 1912 w Paryżu, zm. 13 listopada 2007 tamże) – francuski jezuita, teolog biblista, autor książek, a także dyrektor serii wydawniczej Parole de Dieu (Słowo Boże).

## Działalność
W latach 1948–1957 był wykładowcą Pisma Świętego w jezuickim fakultecie teologicznym Enghien w Belgii. Stamtąd przeniósł się do Lyon-Fourvière. Był konsultorem Papieskiej Komisji Biblijnej w Rzymie oraz członkiem towarzystwa studiów nad Nowym Testamentem – Studiorum Novi Testamenti Societas. Publikował w czasopismach teologicznych: „Recherches de Science Religieuse” oraz „New Testament Studies”.

## Publikacje
Wybrane publikacje:
- Słownik teologii biblijnej. X. Léon-Dufour (red.), K. Romaniuk (tłum. i oprac.). Wyd. 4. Poznań: Pallottinum, 1994. ISBN 83-7014-224-9. Brak numerów stron w książce
- Słownik Nowego Testamentu, tłum. i oprac. K. Romaniuk, Poznań, Wydawnictwo Św. Wojciecha 1981, II wyd. 1986 ISBN 83-7015-048-9
- Ewangelia – wezwanie do działania i modlitwy przeł. Dorota Szczerba, Kraków, Wydawnictwo Salwator, 2007 ISBN 978-83-60703-36-6
- Les évangiles et l'histoire de Jésus. Paryż: Editions du Seuil, 1963, s. 526. Wydanie angielskie, skrócone i poprawione: The Gospels and the Jesus of History. J.H. McHugh (przekład z. j. franc.). Londyn: Collins, 1968, s. 288.
- Résurrection de Jésus et message pascal. Paryż: Editions du Seuil, 1971, s. 389.
- Le partage du pain eucharistique selon le Nouveau Testament. Paryż: Editions du Seuil, 1982, s. 372.
- Lecture de l'évangile selon Jean. T. 1-4. Paryż: Editions du Seuil, 1988-1996. Brak numerów stron w książce